# 탄론 (배우)
탄론(일본어:  短論, 1967년 7월 21일~)은 일본의 배우이다. 도쿄도 이타바시구 출신이다.